# Trung tâm kinh doanh quốc tế Moskva

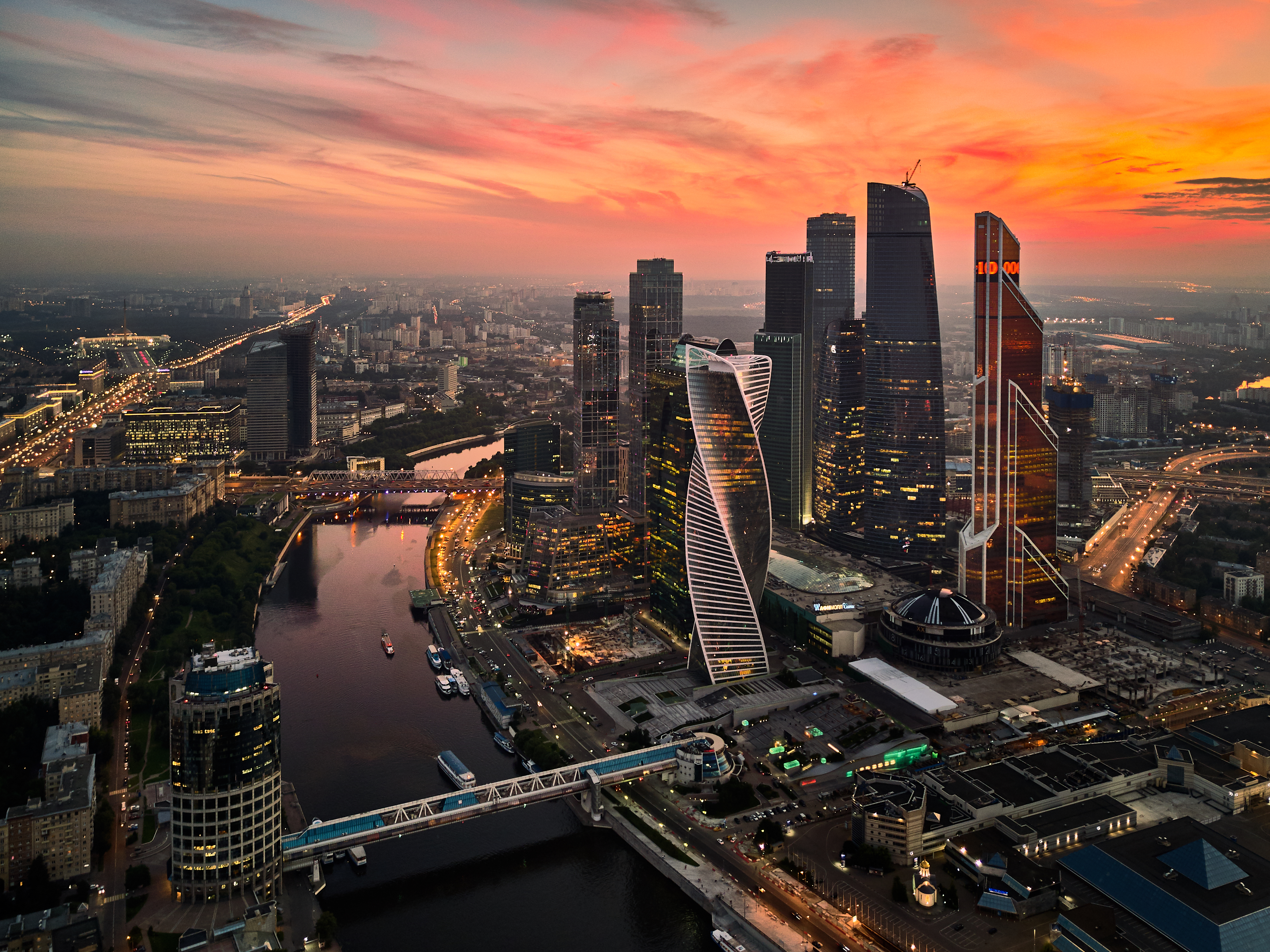
Trung tâm kinh doanh quốc tế Moskva

Trung tâm kinh doanh quốc tế Moskva (tiếng Nga: Московский международный деловой центр, đã Latinh hoá: Moskovskiy mezhdunarodniy delovoy tsentr; viết tắt là ММДЦ, chuyển tự viết tắt là MMDTs), cũng gọi là Moskva-Siti (tiếng Nga: Москва-Сити, đã Latinh hoá: Moskva-Siti) là một khu thương mại ở trung tâm thủ đô Moskva, Nga tọa lạc gần đường vành đai 3 ở quận Presnensky ở tây Moskva, Thành phố-Moskva hiện đang được triển khai. Trung tâm kinh doanh quốc tế Moskva được mong đợi trở thành khu vực đầu tiên ở Nga kết hợp kinh doanh, nơi cư trú và giải trí trong một tổ hợp. Chính quyền Mosvka hình thành ý tưởng dự án vào năm 1992. Ước tính khu tổ hợp này sẽ có khả năng chứa 250.000-300.000 người sinh sống, làm việc hay tham quan cùng một lúc. Công tác xây dựng Trung tâm kinh doanh quốc tế Moskva thực hiện ở bờ Presnenskaya của sông Moskva, khoảng 4 kilômét (2,5 mi) về phía tây Quảng trường Đỏ, và ngay phía đông đường vành đai 3. Diện tích khu phức hợp là 60 hecta,. Trước khi xây dựng, khu vực này gồm những tòa nhà cũ kỹ và các tổ hợp công nghiệp đã đóng cửa và để hoang. Chi phí tổng thể của dự án được dự kiến 12 tỷ đô la Mỹ.